# Séleucos III
Pour les articles homonymes, voir Séleucos.
Séleucos III Sôter (« le Sauveur ») est un roi séleucide ayant régné de 226 à 223 av. J.-C. Il est le frère d'Antiochos III qui lui succède.

## Biographie
Il est le fils de Séleucos II. De son règne nous ne connaissons que peu de choses, sinon qu'il est dominé par la lutte en Anatolie contre Attale Ier qui s'est proclamé roi de Pergame. Cette campagne se place dans la continuité de celle lancée par son père pour reconquérir l'Anatolie. Il franchit en 223 av. J.-C. le Taurus avec pour général en chef Achaïos II. Il périt assassiné en Phrygie par deux de ses officiers dans des conditions obscures. Son jeune frère Antiochos III lui succède.